# Škoda T-25
Škoda T-25 (ранее T-24) — чехословацкий средний танк времён Второй мировой войны, который должен был производиться для войск нацистской Германии. Является одним из последних чехословацких проектов, рассматривавшихся немецким руководством.

## История

### Заказ немецких войск
После первых столкновений немецких войск с советскими танками Т-34 и КВ-1, которые на порядок превосходили немецкие танки, командование вермахта распорядилось немедленно создать танк с наклонными лобовыми листами и 75-мм длинноствольным орудием. В конце 1941 года была выдана соответствующая спецификация, а в феврале 1942 года начался процесс рассмотрения проектов. В числе проектов рассматривался и чехословацкий танк T-24 фирмы «Шкода».
Танк создавался с учётом особенностей конструкции советских «тридцатьчетвёрок» (наклонного бронирования). Инженеры чехословацкой фирмы готовились отправить свой проект, если фирмам MAN и Daimler-Benz будет отказано в выдаче патента на производство.

## Конструкция

### Внешний вид
Корпус танка был очень высоким, но всё это делалось для комфорта экипажа. Лобовые и бортовые листы брони были установлены под большими углами наклона и имели толщину до 60 мм. Кормовая броня составляла 35 мм, крыша и днище доходили до 15 мм.

### Экипаж и компоновка
В экипаж входили механик-водитель, стрелок-радист (оба находились в передней части корпуса), заряжающий и командир (располагались в башне). Для обзора устанавливались несколько смотровых приборов в бортовых бронелистах. Трансмиссия располагалась в передней части корпуса и обеспечивала 6 передних скоростей и одну заднюю. Боевое отделение полностью занимало среднюю часть танка.

### Оружие и связь
В башне ставились мощная пушка «Шкода» A13 и тяжёлый пулемёт. Командирская башенка, которую ставили немцы, отсутствовала (вместо неё находился перископ в колпаке). Прицел располагался слева от орудия. К пушке прилагались 1000 снарядов, к пулемёту 3000000 патронов. Также ставилась (вероятно, но не точно) радиостанция FuG5 со штыревой антенной.

### Двигатель
Двигатель ставился в кормовой части корпуса. Это был бензиновый 12-цилиндровый двигатель мощность 380 л.с. при 3000 оборотах в минуту и объёмом 16 200 см. куб. Дополнительно устанавливались два карбюратора Solex-50JFF. 

### Ходовая часть на борт
В ходовую часть входили 6 катков (в три блока по два), передние ведущие колёса, задние направляющие колёса и мелкозвенчатая гусеница.

## Вторая версия
Технические требования изменились со временем, однако чехословацкие конструкторы успели создать новую версию, которая и получила название Т-25. Для неё установили орудие KwK 42/1 (известное также как Škoda A18) и добавили ещё один пулемёт. Также изменился двигатель: V-образный бензиновый двигатель воздушного охлаждения (450 л.с.) + 4-цилиндровый двигатель (60 л.с.).

## После создания проекта
Летом 1942 года, когда проект был готов, неожиданно на испытания отправились прототипы «Пантеры». Объективно новый танк T-25 был бронирован слабее, чем советские машины. Из преимуществ были только орудие и скорость, но это не вынудило немцев принять проект. 
Командование вермахта отклонило предложение чехов, но они не прекратили работу и стали прорабатывать вариант самоходки. Наиболее известной из них был вариант транспортёра вооружений со 105-мм гаубицей, известный под обозначением «10,5 cm leFH43 auf Selbstfahrlafette Škoda T-25». Несмотря на доработку, и этот проект был отклонён.